# Боярин (весілля)

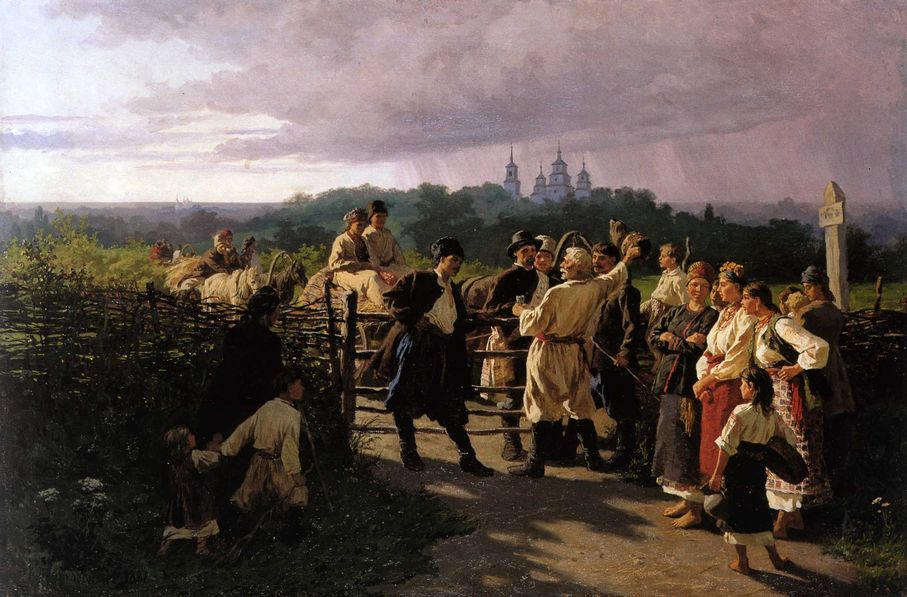
«Весільний викуп», Костянтин Трутовський, 1881

Боя́рин, дружко́, дру́жба — у традиційному шлюбному обряді — друг нареченого, зазвичай його найкращий товариш, що посвідчує укладення шлюбу, розпоряджається на святковому бенкеті та виконує інші почесні обов'язки. У теперішній час замість «боярин» вживається слово сві́док.

## Походження слова

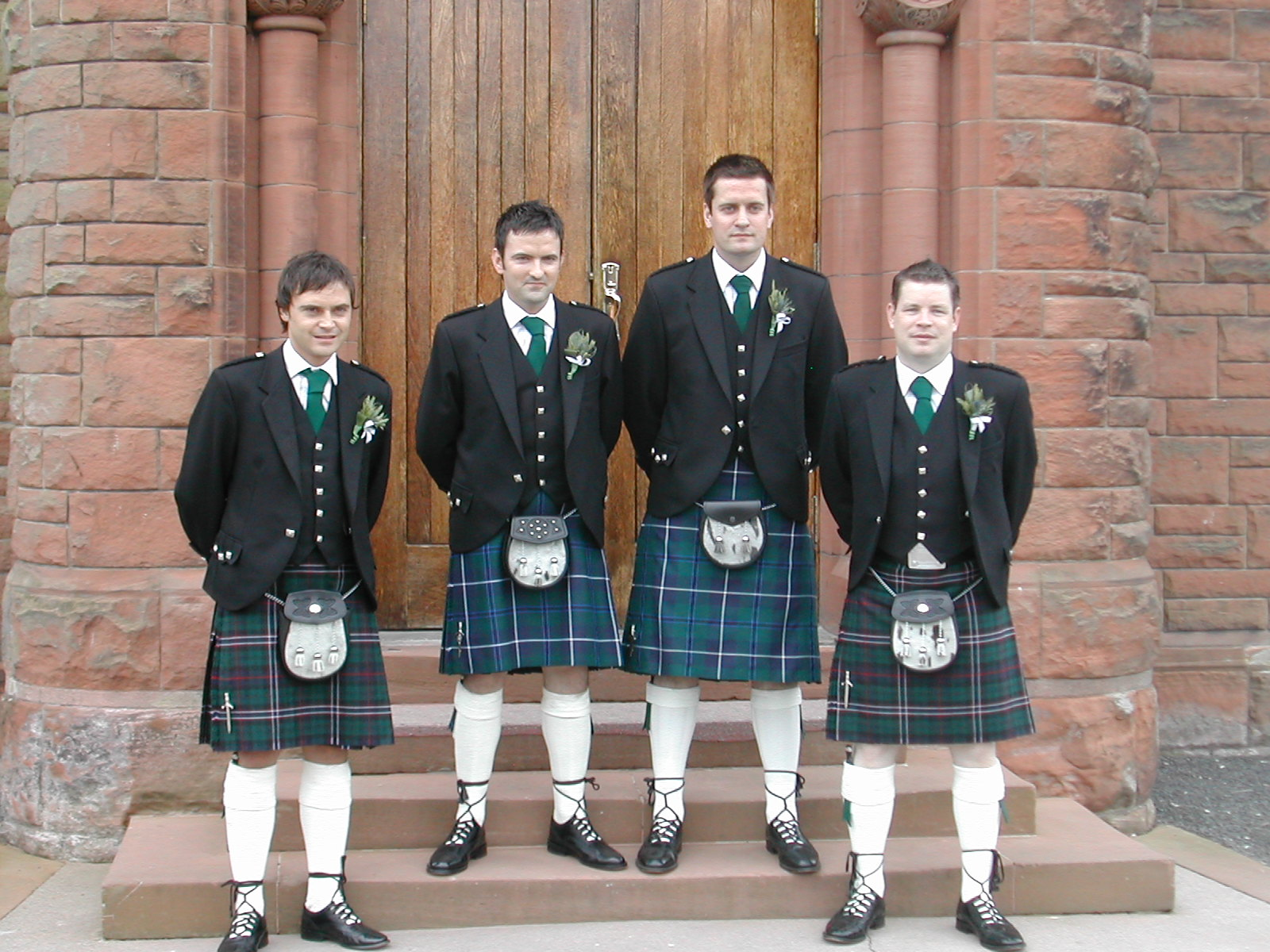
Наречений, боярин і дружки, Велика Британія, 2007 р.

Походження слова «боярин» достеменно невідоме. Ймовірно, «боярин», «болярин» походить зі старослов'янської чи тюркських мов, або навіть із староісландської, де є схожі слова, які означали приблизно одне й те саме: «знатний, багатий чоловік», «чиновник», «вельможа».
На Русі бояри разом із воєводами — представники найвищої давньої аристократії, що мали право голосу на княжих нарадах. Високий стан боярина та його службові обов'язки знайшли відображення у весільних традиціях, у яких таке звання одержав товариш весільного «князя» — нареченого, «молодого».

## Сучасні бояри (свідки) на весіллі
У сучасній (офіційній) мові чоловіка, який засвідчує шлюб, називають просто сві́док. Інші назви: дружко́, дру́жба, ша́фер, това́риш молодо́го тощо.
Боярин на весіллі — один із головних організаторів свята, представник так званих «весільних чинів», помічників з боку жениха і нареченої, дружок. До розповсюдження звичаю запрошувати на весілля професійного ведучого (тамаду), його роль виконував саме головний дружка, боярин. Проте, на відміну від «тамади», урочисті обов'язки боярина не обмежувалися виключно застіллям. Товариш молодого відповідає за проведення декількох весільних обрядів та дотримання звичаїв, наприклад, виконує важливу роль у церемонії вінчання. Також саме боярин організовує парубочий вечір, допомагає нареченому запрошувати гостей, викупати наречену, надавати слово для промов, отримувати та зберігати подарункові гроші тощо.